# Analyse quantitative (économie)
Pour les articles homonymes, voir Analyse quantitative.
Cet article possède un paronyme, voir Qwant.
En finance, l'analyse quantitative est l'utilisation de mathématiques financières, souvent dérivées des probabilités, pour mettre au point et utiliser des modèles permettant aux gestionnaires de fonds et autres spécialistes financiers de s'attaquer à deux problèmes  :
- mieux évaluer la valeur des actifs financiers et surtout leurs dérivés. Ces dérivés peuvent être des produits comme les warrants, les certificats ou tout autre type de dérivé ou d'option (contrats à terme sur matières premières, indices, etc.) ;
- gérer plus scientifiquement leurs opérations en ajustant en permanence leurs portefeuilles dans une optique d'équilibre entre le risque et la rentabilité attendue. Les analystes cherchent à réduire les risques pris par les institutions financières dans leurs opérations de trading pour un niveau de rendement égal.

Les analystes quantitatifs, surnommés « quants », ont une formation à la fois mathématique et financière. Ils travaillent dans les banques, sociétés financières et autres institutions et entreprises ayant des activités liées à la finance. Les quants ont une solide formation en probabilités et calcul différentiel.
On parle aussi d'analyse quantitative dans d'autres domaines de la science et de la technique où des séries statistiques ou d'autres données numériques abondantes sont utilisées, comme en géosciences. L'analyse quantitative est également utilisée en science sociale, notamment en sociologie et en science politique.